# Кубок европейских чемпионов по хоккею с шайбой
Кубок европейских чемпионов по хоккею с шайбой (англ. The IIHF European Champions Cup (ECC)) — ежегодное спортивное соревнование по хоккею с шайбой, проводимое в 2005—2008 годах под эгидой ИИХФ. Турнир являлся наследником Кубка Европы и Хоккейной Евролиги. В розыгрыше кубка принимали участие по шесть чемпионов европейских стран, которые имеют наивысший рейтинг ИИХФ. Все четыре проведенные турнира прошли в Ледовом дворце города Санкт-Петербург, домашней арене клуба СКА. В апреле 2007 года ИИХФ объявила, что Кубок европейских чемпионов заменит Хоккейная Лига чемпионов.
Все четыре проведённые турнира выиграли чемпионы от России. При этом это сделали четыре разные команды: «Авангард» (2005), «Динамо» Москва (2006), «Ак Барс» (2007), «Металлург» Магнитогорск (2008). Финский клуб «Кярпят» стал единственным кто участвовал в турнире трижды. Также он единственный играл в финале соревнования дважды.  

## История
Кубок европейских чемпионов стал преемником Хоккейной Евролиги, последний розыгрыш которой состоялся в 2000 году. Все турниры Кубка европейских чемпионов проходили в Ледовом дворце города Санкт-Петербург, домашней арене клуба СКА. Формат Кубка европейских чемпионов не менялся на протяжении всех четырёх розыгрышах турнира. В кубке принимали участие по шесть чемпионов европейских стран, которые имеют наивысший рейтинг ИИХФ. Пять стран участвовали во всех турнирах (Россия, Финляндия, Швеция, Чехия, Словакия), Германия приняла участие лишь в 2005 году, с 2006 года её сменила команда из Швейцарии. Шесть команд первоначально разбивали на две группы по три команды. После чего лучшие команды каждой из групп выходили в финал. С 2006 года вместо именования групп было разделение на дивизионы. Дивизионы получили имена Рагулина — в честь прославленного советского хоккеиста Александра Рагулина и Глинки — в честь известного чешского хоккеиста и тренера Ивана Глинки.

Все четыре проведённые турнира выиграли чемпионы от России. В 2005 году «Авангард» в финале победил «Кярпят» лишь в овертайме 2:1. Победную шайбу забросил Яромир Ягр. В 2006 году московское «Динамо» победило тот  же       «Кярпят» в серии послематчевых буллитов со счётом 5:4. Победный буллит, принёсший «динамовцам» трофей, исполнил Игорь Мирнов. Следующий турнир прошёл при явном доминировании «Ак Барса», итогом которого стал разгром в финале финского ХПК — 6:0. Лучшим бомбардиром того турнира стал Алексей Морозов, набравший 10 (2+8) очков в 3 матчах. Этот показатель является лучшим среди всех турниров. Последний Кубок европейских чемпионов выиграл магнитогорский «Металлург», одолевший в финале пражскую «Спарту» со счётом 5:2. В апреле 2007 года ИИХФ объявила, что Кубок европейских чемпионов заменит Хоккейная Лига чемпионов.

## Победители Кубка европейских чемпионов
| Год  | Победитель                 | Место и страна проведения | Место и страна проведения |
| ---- | -------------------------- | ------------------------- | ------------------------- |
| 2005 | Авангард (1)               | Санкт-Петербург           | Россия                    |
| 2006 | Динамо Москва (1)          | Санкт-Петербург           | Россия                    |
| 2007 | Ак Барс (1)                | Санкт-Петербург           | Россия                    |
| 2008 | Металлург Магнитогорск (1) | Санкт-Петербург           | Россия                    |